# Карім Есседірі
Карім Есседірі (фр. Karim Essediri, араб. كريم السديري; нар. 29 липня 1979, Париж, Франція) — колишній туніський футболіст, що грав на позиції півзахисника.

## Клубна кар'єра
У дорослому футболі дебютував 2000 року виступами за команду клубу «Клуб Африкен», в якій провів один сезон.
Своєю грою за цю команду привернув увагу представників тренерського штабу клубу «Тромсе», до складу якого приєднався 2001 року. Відіграв за команду з Тромсе наступні п'ять сезонів своєї ігрової кар'єри.
З 2002 по 2003 рік грав у складі команди «Буде-Глімт» на правах оренди.
У 2006 році провів 8 матчів у складі «Русенборга».
Завершив професійну ігрову кар'єру у клубі «Ліллестрем», за команду якого виступав протягом 2007–2011 років.

## Виступи за збірну
У 2004 році дебютував в офіційних матчах у складі національної збірної Тунісу. Протягом кар'єри у національній команді провів у формі головної команди країни 8 матчів.
У складі збірної був учасником розіграшу Кубка Конфедерацій 2005 року та чемпіонату світу 2006 року, що проходили в Німеччині.